# Contraction musculaire
 (mai 2013).
Si vous disposez d'ouvrages ou d'articles de référence ou si vous connaissez des sites web de qualité traitant du thème abordé ici, merci de compléter l'article en donnant les références utiles à sa vérifiabilité et en les liant à la section « Notes et références ».

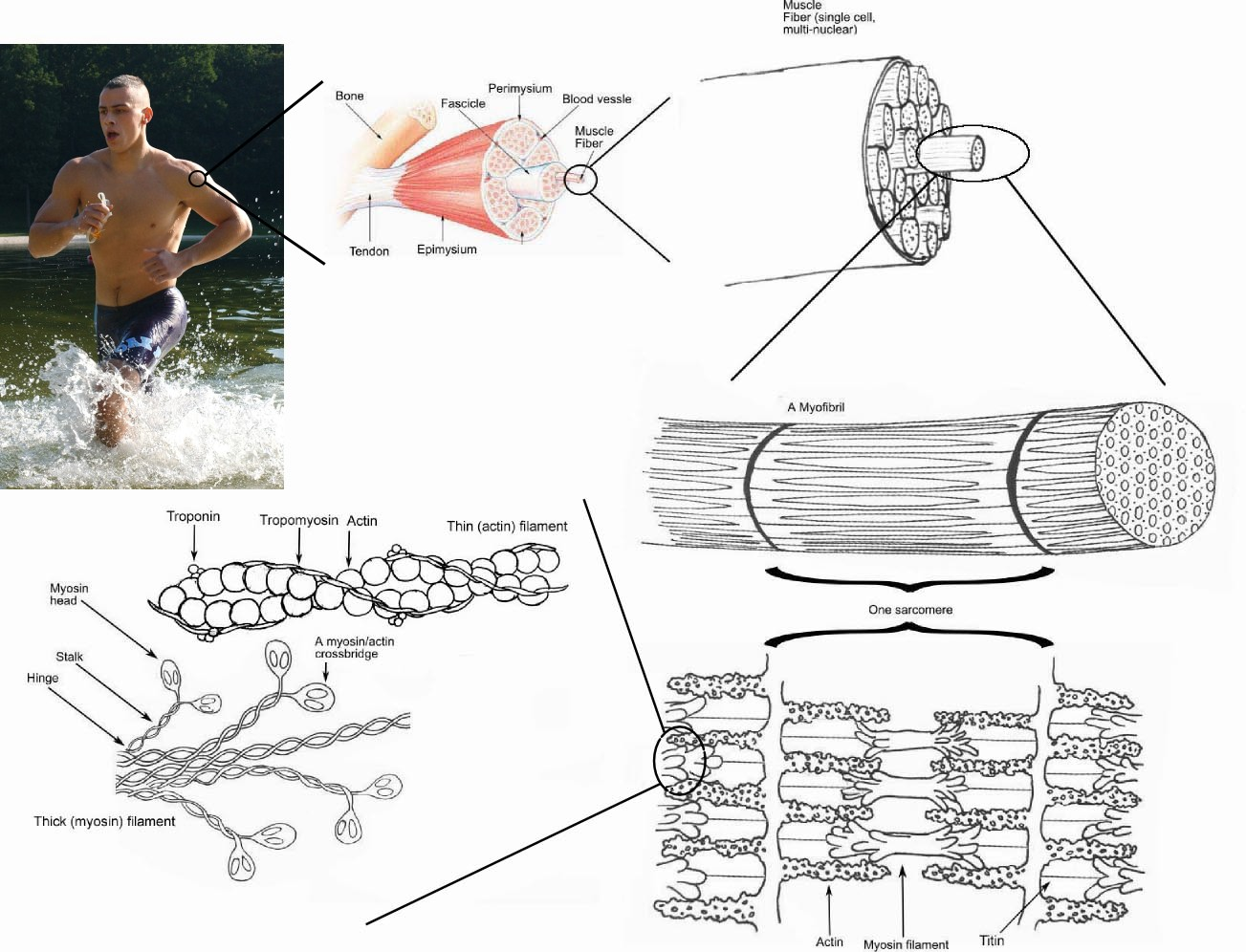
Vue des muscles.

La contraction musculaire résulte de la contraction coordonnée de chacune des cellules du muscle. 
Il existe quatre phases au cours de la contraction d'une cellule musculaire « type » :
- l'excitation ou la stimulation qui correspond à l'arrivée du message nerveux sur la fibre musculaire ;
- le couplage excitation-contraction qui regroupe l'ensemble des processus permettant de transformer le signal nerveux reçu par la cellule en un signal intracellulaire vers les fibres contractiles ;
- la contraction proprement dite ;
- la relaxation qui est le retour de la cellule musculaire à l'état de repos physiologique.

## Motoneurone
Les motoneurones sont les neurones qui contrôlent les fibres musculaires. 

### Myocyte ou fibre musculaire
Un myocyte ou fibre musculaire est une cellule musculaire de forme très allongée dont les extrémités sont constituées de filaments de collagène. Chaque fibre musculaire est en contact avec une fibre nerveuse qui commande son activité. La fibre musculaire a deux propriétés fondamentales, l'excitabilité sous l'action stimulatrice de la fibre nerveuse, et la contractilité, résultat ultime de la stimulation. Lorsqu'une fibre musculaire se contracte, sa longueur diminue, ce qui génère un mouvement de rapprochement de ses extrémités. Si l'on raisonne au niveau du corps musculaire en prenant le biceps comme exemple, la stimulation de toutes les fibres musculaires provoque la contraction du muscle ce qui se traduit par un rapprochement de ses deux extrémités. Comme l'une de ses extrémités est attachée à l'avant-bras, le raccourcissement du biceps provoque, de part et d'autre de l'articulation du coude, la flexion de l'avant-bras.

### Myofibrille

Myofilament.

Les myofibrilles sont les fibres contractiles, actine et myosine, localisées à l'intérieur de la cellule musculaire.
Une myofibrille est composée de zones plus sombres et de zones plus claires. 
Les zones plus sombres sont en fait des filaments de protéine appelée « myosine » et les zones plus claires sont des filaments de protéine appelée « actine ». 
En coupant la myofibrille entre deux zones claires, on obtient un sarcomère.

### Sarcolemme
Un sarcolemme est une structure histologique composée de la membrane plasmique des cellules musculaires et de la lame basale qui entoure ces mêmes cellules.

## Stimulation
Chaque fibre musculaire est sous le contrôle d'un seul motoneurone qui stimule la cellule via une synapse appelée plaque motrice. L'arrivée d’un potentiel d’action sur le bouton présynaptique entraîne la libération d’acétylcholine qui déclenche un potentiel d'action musculaire. Le signal se propage alors le long du sarcolemme jusqu’aux triades. 

### Notion d'unité motrice
Si chaque cellule est sous le contrôle d’un seul motoneurone, un motoneurone peut contrôler plusieurs cellules musculaires. Toutes les cellules sous le contrôle d’un même motoneurone seront stimulées en même temps. L’ensemble de ce motoneurone et des cellules musculaires sous son contrôle forme une unité motrice. 
Le nombre de cellules au sein d’une unité motrice varie d’une cellule à plusieurs dizaines, en fonction des muscles et de leur fonction. Par exemple, pour les muscles de la motricité oculaire, chaque motoneurone contrôle une seule cellule, ce qui autorise une très grande précision de mouvement. À l’inverse, le nombre de cellules par unité motrice est beaucoup plus important dans les muscles impliqués dans la stature (muscle du dos, certains muscles des jambes).

### Notion de sommation temporelle
In vivo, un potentiel d’action a toujours la même intensité : pour chaque cellule musculaire il y a une alternative : soit elle est stimulée et elle se contracte soit elle ne l’est pas et ne se contracte pas. La force de contraction qu’est capable de développer une cellule musculaire ne dépend pas de l’intensité de la stimulation. Par contre, la contraction d’une cellule n’est pas un phénomène instantané, de sorte qu’une stimulation brève conduit à une contraction de faible intensité, puisque la fibre n’a pas le temps de se contracter complètement avant la fin de la stimulation. Une stimulation prolongée ou une succession de brèves stimulations rapprochées conduiront à la contraction maximale de la fibre musculaire. C’est la notion de sommation temporelle. Cette notion de sommation temporelle n’est pas spécifique aux cellules musculaires mais est applicable à toutes les cellules excitables.
Le « tétanos physiologique » désigne cet état de contraction soutenue d'un muscle, qui résulte de la sommation temporelle de plusieurs contractions très rapprochées, et qui fait partie du fonctionnement normal des muscles squelettiques, à l'inverse de la maladie de même nom.

### Notion de recrutement
La force totale développée par un muscle est la somme des forces individuelles de chacune des fibres musculaires impliquées dans la contraction. Plus il y a d’unités motrices recrutées, plus la force développée par le muscle est importante. C’est la notion de recrutement.
Les deux phénomènes, recrutement temporel et recrutement spatial se combinent pour adapter la force de contraction du muscle au besoin du moment. 
À noter que, à l’âge adulte, le nombre de fibres musculaires varie peu et lors de l’entraînement, l’augmentation de la force maximale que peut développer un muscle n’est pas dû à l’augmentation du nombre de fibre mais à l’augmentation de leur volume et donc de la force individuelle que chaque fibre peut développer.

### Synapse neuromusculaire
La synapse neuromusculaire ou plaque motrice ou encore jonction neuro-musculaire, est détaillée dans l'article associé.
Brièvement, l’arrivée du potentiel d’action neuronal au niveau du bouton présynaptique déclenche la libération d’acétylcholine dans la fente synaptique. L’acétylcholine vient se fixer sur des récepteurs spécifiques localisés dans le sarcolemme, au niveau de la plaque motrice. Si la stimulation est suffisamment importante, il y a développement d’un potentiel d’action musculaire.

## Couplage excitation-contraction
Le couplage excitation-contraction est l’ensemble des phénomènes qui permettent le passage du signal depuis le sarcolemme vers les myofibrilles. Au repos, la concentration du calcium dans le cytoplasme des fibres musculaires est très basse. L’arrivée du potentiel d’action musculaire au niveau de structures spécialisées que sont les triades va provoquer un flux de calcium depuis le réticulum sarcoplasmique vers le cytoplasme de la cellule environ 100 fois plus important qu'au repos. 

## Excitation
Plusieurs acteurs sont obligatoires : le tubule transverse, le réticulum  sarcoplasmique, les triades, et le messager cellulaire indispensable : le calcium.

### Tubule T

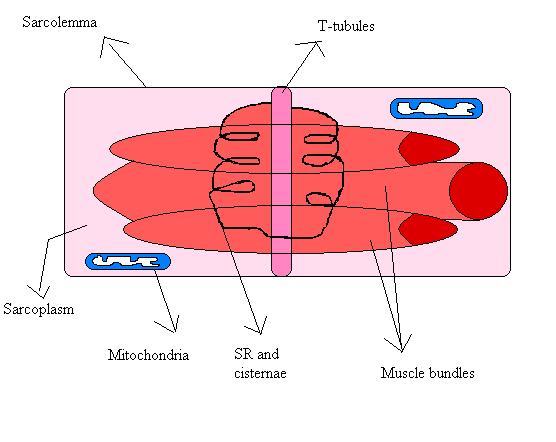
Invagination tubulaire dans le sarcolemme, ou Tubule T.

Le tubule T (pour tubule transverse), est une invagination du plasmalemme, permettant de conduire le potentiel d’action musculaire jusqu’au cœur de la cellule. Les tubules T sont répartis régulièrement au sein de la cellule et sont positionnés à la jonction bande A/bande I pour les cellules rhabdomyocytes, au niveau de la bande Z pour les cellules musculaires cardiaques. 
La membrane du tubule T contient une des trois protéines clé du couplage excitation contraction : le récepteur de la dihydropyridine (DHPR, ou DyHydroPyridine Receptor). Cette protéine est sensible à la variation de voltage résultant du potentiel d’action musculaire.
Signalons tout de suite que le nom de récepteur de la dihydropyridine (comme celui de récepteur de la ryanodine au paragraphe suivant), n’a rien à voir avec la fonction physiologique de cette protéine mais est lié à sa découverte et à ses propriétés pharmacologiques (cf paragraphe sur la pharmacologie).

### Réticulum sarcoplasmique
Le réticulum sarcoplasmique est un compartiment intracellulaire spécialisé dans le stockage et la libération du calcium. C’est ce haut niveau de spécialisation du réticulum dans les fibres musculaires qui a amené à la dénomination spécifique de « réticulum sarcoplasmique », alors que ce compartiment est appelé « réticulum endoplasmique » pour les autres types cellulaires.
La structure est très particulière et on peut distinguer deux parties : les citernes terminales, gros renflements situées de part et d’autre des tubules T, et le réticulum sarcoplasmique longitudinal, fin réseau reliant les citernes terminales. 
Cette différence structurale est assortie d’une différence fonctionnelle, les citernes terminales étant plus spécialement impliquées dans la libération du calcium et le réticulum sarcoplasmique longitudinal dans sa recapture ou repompage. 
La membrane des citernes terminales contient la deuxième protéine clé du couplage excitation contraction : le récepteur de la ryanodine. Cette protéine est un canal calcique qui permet, lorsqu’il s’ouvre, le passage du calcium du réticulum sarcoplasmique vers le cytoplasme.
La membrane du réticulum sarcoplasmique longitudinal contient la troisième protéine clé : la calcium ATP-ase ou SERCA. Cette enzyme est une pompe permettant l’accumulation du calcium à l’intérieur du réticulum, grâce à l’énergie fournie par l’hydrolyse de l’ATP.

### Triade
L’association d’un tubule T et des deux citernes terminales adjacentes forme une structure caractéristique appelée triade. La membrane du tubule T est à proximité du réticulum sarcoplasmique. Quatre récepteurs à la dihydropyridine (dans la membrane du tubule T) sont associés avec un récepteur à la ryanodine (dans la membrane du réticulum).

### Libération du calcium
La variation du potentiel de membrane induite par l’arrivée du potentiel d’action musculaire induit un changement conformationnel du récepteur de la dihydropyridine ; c’est l’élément voltage-sensible. De sa qualité de canal calcique voltage-dépendant, le récepteur à la dihydropyridine va aussi permettre l'entrée d'une petite quantité de calcium du milieu extracellulaire dans la cellule. C'est le changement conformationnel qui induit l’ouverture du récepteur de la ryanodine associé, ce qui permet au calcium de sortir du réticulum sarcoplasmique dans le cytoplasme. Ce qui permet par l'intermédiaire des kinétochore d'activer les microtubules membranaires ancrés à la bicouche lipidique grâce à un domaine hydrophobe en hélice alpha.

## Contraction
Il existe deux modalités de contraction musculaire : 
- la contraction isométrique lorsque la longueur du muscle ne change pas en se contractant (soutien d'une charge) ;
- la contraction anisométrique (ou isotonique) quand il y a modification de la longueur du muscle, avec un rapprochement des points d'insertion des muscles elle est concentrique et excentrique quand ceux-ci s'éloignent ;
- on peut également parler de contraction auxotonique, lorsque le muscle varie sur les trois modes de contractions précédents, pour garder une position dans une situation d'instabilité articulaire.

Diagramme montrant des fibres musculaires relâchées (en haut) et contractées (en bas).

### Protéines contractiles
Les protéines contractiles sont des protéines dont la déformation spatiale est responsable d’un mouvement de la cellule. Dans la fibre musculaire striée squelettique, la titine (protéine qui possède un haut poids moléculaire 3M) représente l'élément contractile. L'actine et la myosine ne sont pas contractiles, mais coulissent l'une sur l'autre via la titine à la suite des mouvements musculaires.

### Fixation du calcium
La fixation de 4 ions calcium au niveau de la troponine C, permet l'activation (plutôt une levée d'inhibition) de la mise en place des ponts actine-myosine d'où la contraction.

## Relaxation
La relaxation est le moment où la contraction se termine. Les différentes fibres (myosine, actine) se remettent en place et on retrouve l'apparition de la strie H. La relaxation est le résultat de la fin de l'influx nerveux au niveau de la plaque nerveuse du muscle ; de ce fait, il n'y a plus d'arrivée du neurotransmetteur, l’acétylcholine, donc plus de transmission de ce message vers la triade et donc, plus de libération du Ca2+ vers le complexe biprotéiné troponine-tropomyosine. Le réticulum sarcoplasmique réintègre les Ca2+ qui ont été nécessaires à la contraction précédente et qui, de cette manière, seront disponibles pour une nouvelle contraction. 

### Stimulation
Le calcium contenu dans le milieu extracellulaire maintient la contraction musculaire. Pour stopper la contraction, il faut réabsorber le calcium. Pour cela, il faut une molécule d'ATP

### Dyade (muscle cardiaque)
L'association d'un tubule T et d'une seule citerne de calcium (ou réticulum sarcoplasmique cardiaque) forme des dyades (ou diade) et non des triades comme dans les muscles squelettiques. Contrairement aux triades des rhabdomyocytes, la lame basale s'invagine également avec le tubule T. Elles sont localisées au niveau des stries Z et non au niveau des jonctions entre bandes A et I.

## Muscle lisse
L'équivalent du sarcoplasme dans la cellule musculaire lisse est la cavéole.

## Cœur
Le muscle cardiaque, est un muscle strié. Mais, contrairement aux muscles striés squelettiques, le muscle cardiaque se contracte indépendamment de la volonté.

## Pathologie, pharmacologie
Le syndrome de Meige est un type de dystonie. Il est également connu sous le nom de « syndrome de Brueghel » ou de « dystonie orofaciale ». Il s'agit en réalité de l'association de deux formes distinctes de dystonie : un blépharospasme et une dystonie oromandibulaire (DOM).